# Арсенівка (Полтавський район)
Арсе́нівка — село в Україні, у Зіньківській міській громаді Полтавського району Полтавської області. Населення становить 180 осіб.

## Географія
Село Арсенівка знаходиться за 1,5 км лівого берега річки Мужева Долина, вище за течією на відстані 1 км розташоване село Ставкове, нижче за течією на відстані 2,5 км розташоване село Дуб'янщина. По селу протікає пересихаючий струмок з загатою. Поруч проходить автомобільна дорога Т 1710 (Р42).

## Населення

### Мова
Розподіл населення за рідною мовою за даними перепису 2001 року:
| Мова            | Кількість | Відсоток |
| --------------- | --------- | -------- |
| українська      | 154       | 85.56%   |
| румунська       | 14        | 7.78%    |
| російська       | 10        | 5.55%    |
| інші/не вказали | 2         | 1.11%    |
| Усього          | 180       | 100%     |

## Історія
1859 року у власницькому хуторі (колишня назва Старобороховське) налічувалось 43 двори, мешкало 272 особи (130 чоловічої статі та 142 — жіночої), функціонував завод.
12 червня 2020 року, відповідно до розпорядження Кабінету Міністрів України № 721-р «Про визначення адміністративних центрів та затвердження територій територіальних громад Полтавської області», село увійшло до складу Зіньківської міської громади.
19 липня 2020 року, в результаті адміністративно - територіальної реформи та ліквідації Зіньківського району, село увійшло до складу новоутвореного Полтавського району Полтавської області.

## Економіка
- Навколо села кілька газових свердловин.